# PZL Bielsko IS-5
Die PZL Bielsko IS-5 Kaczka (deutsch Ente) war ein polnisches Experimentalsegelflugzeug in Entenbauweise von 1949.

## Geschichte
Im Jahr 1948 startete das Bielsko-Team des „Versuchsbetriebs für Segelflugzeuge“ (Szybowcowy Zakład Doświadczalny, SZD) mit Forschungen an neuen Segelflugzeugentwürfen. Der erste Versuch war die außergewöhnliche Konstruktion der Ingenieure Tadeusz Kostia und Irena Kaniewska (1914–1963), mit der erste Hüpfer im März 1949 gelangen. Das Flugzeug erwies sich aber erst nach einigen Modifikationen als flugfähig und es konnten danach erste Flugzeugschlepps durchgeführt werden. Der Erstflug fand am 29. März 1949 mit dem Piloten Piotr Mynarski im Windenstart mit nur 10 m Schlepphöhe statt. Nach Veränderung der Schwerpunktlage wurde das Flugzeug eingeflogen.
Es wurde nur ein Exemplar gebaut (Kennzeichen SP–821), das allerdings in fünf verschiedenen Konfigurationen getestet wurde. 1951 mussten aus Zeitgründen die Testflüge eingestellt werden und konnten erst 1957 (oder 1959) fortgeführt werden. Bei einem Großbrand des Hangars des Aeroclubs Łódź wurde das Flugzeug im Jahr 1961 vernichtet. Es wurden insgesamt 117 Flüge bei einer Gesamtflugzeit von 35 Stunden bei allen Wetterlagen (Hangflug, Thermikflug, Wolkenflug, Wellenflug) absolviert. Trotz der ungewöhnlichen Konstruktion hatten die Piloten eine gute Meinung von den Flugeigenschaften.

## Konstruktion
Das Flugzeug war eine Entenkonstruktion in Holzbauweise. Eine Besonderheit war der Heckkonus der Rumpfgondel, der in einer vertikalen Teilung auseinandergeklappt werden konnte, um als aerodynamische Bremse zu dienen. Die Tragflächenendscheiben dienten zugleich als aerodynamische Bremsen (Auslenkung gegenläufig synchron) und als Seitenruder (gemeinsame Auslenkung in die gleiche Richtung). In einer Konfiguration wurden die Endscheiben durch angenietete Aluminiumbleche vergrößert. Auf ähnliche Weise wurde versucht, die Wirkung der Höhenruder zu verbessern. Der aufklappbare Heckkonus erwies sich in seiner Funktion als aerodynamische Bremse als nicht wirksam genug und so wurde dessen Antriebsspindel zum Bewegen eines 15 kg schweren Gewichts eingesetzt, um über Seilzüge die Verlagerung des Schwerpunkts im Flug untersuchen zu können.

## Technische Daten
| Kenngröße              | Daten                |
| ---------------------- | -------------------- |
| Besatzung              | 1                    |
| Länge                  | 4,00 m               |
| Spannweite             | 11,56 m              |
| Höhe                   | 2,20 m               |
| Flügelfläche           | 10 m²                |
| Leermasse              | 120,7 kg             |
| Flächenbelastung       | 29,5 kg/m²           |
| max. Startmasse        | 205,7 kg             |
| Gleitzahl              | 19,6 bei 82 km/h     |
| Sinkgeschwindigkeit    | 1,26 m/s bei 76 km/h |
| Mindestgeschwindigkeit | 63 km/h              |
| Höchstgeschwindigkeit  | 180 km/h             |